# 正福寺 (倉敷市)
正福寺（しょうふくじ）は、岡山県倉敷市藤戸町天城にある日蓮宗の寺院である。山号は恵光山という。旧本山は大本山妙顕寺(四条門流)、生師法縁。

## 歴史
池田由成が児島に移封された際に従った日宥により、承応3年（1654年）天城に建立されたとされる。元禄7年には池田由孝の寄進を受けた。

## 境内
- 山門 - 旧下津井城の城門を元禄7年（1694年）に移築したもので、木組みや屋根に桃山時代の雰囲気を残している[1]。
- 本堂

## 寺宝
上月景実寄進が寄進した釈迦涅槃像、池田家寄進の加藤清正が朝鮮征伐で使用したとされる幡二流がある。